# Stora Prespasjön

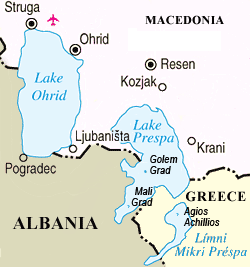
Karta över Stora Prespasjön.

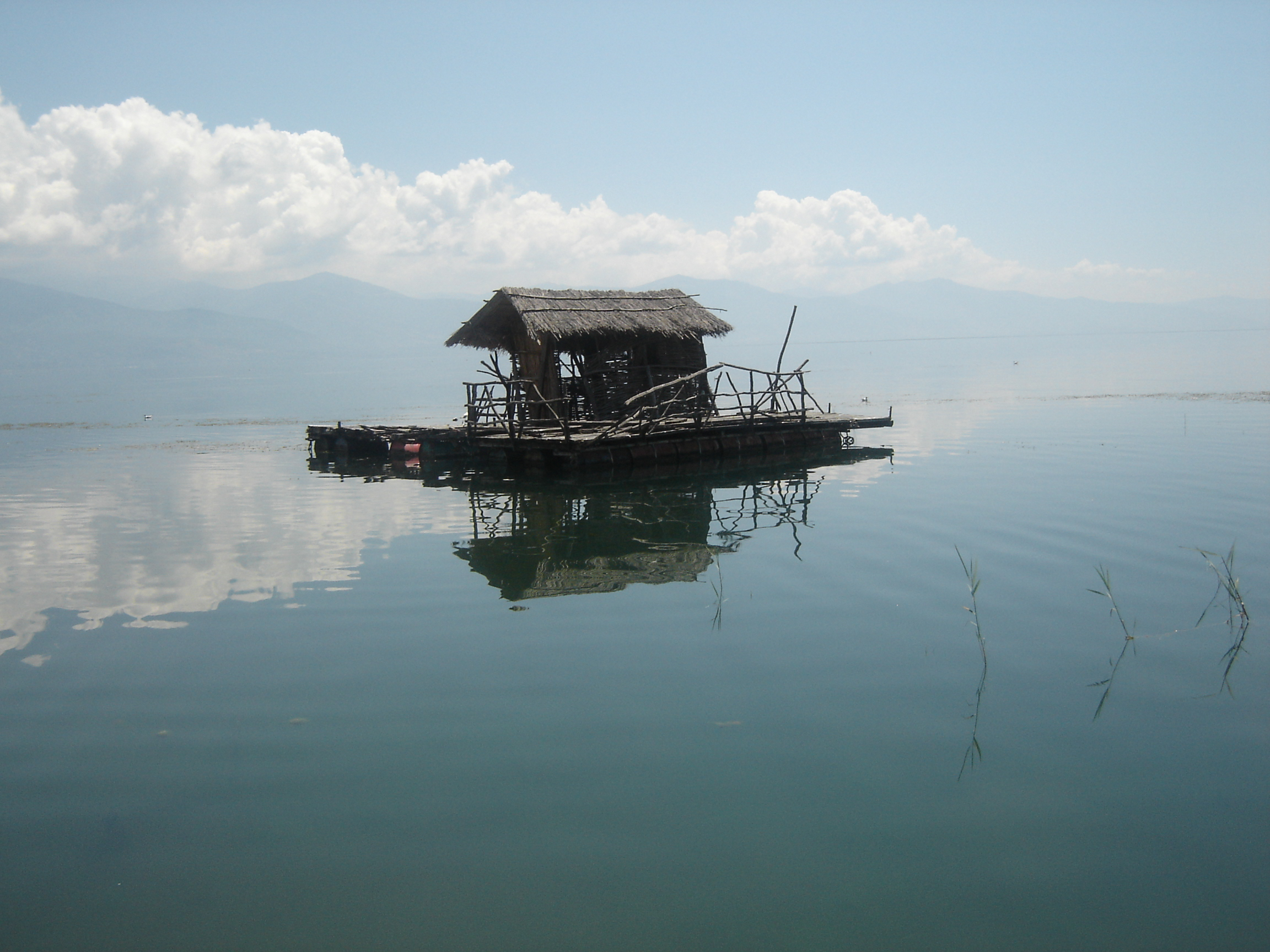
Prespasjön.

Stora Prespasjön (albanska: Prespa e Madhe, grekiska: Megali Prespa, makedonska: Golemo Prespansko ezero), är en sjö som ligger på gränsen mellan Nordmakedonien, Grekland och Albanien med en area på 259,4 km². Invånarantalet i området runt sjön är omkring 24 000. Det finns 216 fågelarter och 23 fiskarter vid och i sjön. I sjön finns det de två öarna Golem Grad i Nordmakedonien och Mali Grad i Albanien. Det finns även en mindre sjö med namnet Lilla Prespasjön som med ett kort vattendrag rinner ut i Stora Prespasjön.
Sjöns största djup är 54 meter. Avloppet sker genom underjordiska förbindelser till Ohridsjön.
Vid Prespasjön skrevs det så kallade Prespaavtalet under mellan Grekland och Nordmakedonien.